# Anjo da Morte (livro)
O Anjo da morte é um livro infanto-juvenil escrito pelo autor brasileiro Pedro Bandeira.
É uma das continuações do best-seller A Droga da Obediência.
Os Karas lutam contra o renascimento do nazismo.

## Sinopse
O professor de teatro de Calu, de origem judaica, é assassinado pouco antes da estreia de sua nova peça. A única pista é um ameaçador folheto neonazista. Surge um novo caso para os Karas. O principal suspeito é Kurt Kraut, um ex-oficial alemão, comandante de uma organização mundial que pretende somar o dinheiro e o poder dos criminosos com um tenebroso ideal.